# Tolypida
Tolypida (лат.) — род бабочек из семейства Mimallonidae. Неотропика.

## Описание
Среднего размера бабочки. Отличаются желтой окраской с толстыми серыми передними и постмедиальными полосами, охватывающими всю ширину крыльев, серые полосы обведены кремовым или белым с обеих сторон. Род был впервые выделен в 1928 году американским энтомологом Уильямом Шаусом. Валидный статус таксона был подтверждён в ходе ревизии в 2019 году американским лепидоптерологом Райаном Александером Ст. Лаурентом (Ryan A. St. Laurent, Cornell University, Department of Entomology, Итака, США) и Акито Кавахарой (Akito Y. Kawahara, University of Florida, Гейнсвилл, Флорида).
- Tolypida amaryllis (Schaus, 1896) (Hydrias) (Бразилия: São Paulo)
  - =Motada amaryllis Schaus, 1896
- Tolypida alboflava (Dognin, 1917) (Cicinnus) (Бразилия: Santa Catarina)
- Tolypida spitzi  Pearson, 1984 (Бразилия: Goiás)